# Гумулешть (Молдова)
Гумулешть (рум. Humulești) — село в складі муніципію Кишинів в Молдові. Входить до складу сектора Чокана та до складу комуни, адміністративним центром якої є село Бубуєч.